# نتائج منتخب السعودية لكرة القدم 2016
فيما يلي موجز لنتائج منتخب السعودية لكرة القدم لعام 2016.

## المنتخب الأول لكرة القدم

### الهدافين
| اللاعب        | الأهداف |
| ------------- | ------- |
| نواف العابد   | 4       |
| تيسير الجاسم  | 4       |
| محمد السهلاوي | 2       |
| علي عواجي     | 1       |
| فهد المولد    | 1       |
| حسين المقهوي  | 1       |
| ناصر الشمراني | 1       |
| عمر هوساوي    | 1       |
| يحيى الشهري   | 1       |

### المدربين
| الاسم           | المواطنة | الفترة                    | المباريات | الانتصارات | التعادلات | الخسائر | التشريفات |
| --------------- | -------- | ------------------------- | --------- | ---------- | --------- | ------- | --------- |
| بيرت فان مارفيك | هولندا   | سبتمبر 2015 – سبتمبر 2017 | 8         | 5          | 2         | 1       |           |

### المباريات الودية
| مباراة ودية 24 أغسطس 2016 | السعودية                                                                  | 4–0   | لاوس | الدوحة, قطر                                                                |
| 19:30 ت ع م+3             | * تيسير الجاسم 26' - محمد السهلاوي 48' - علي عواجي 66' - حسين المقهوي 70' | تقرير |      | الملعب: ملعب حمد الكبير الحكم: علي عبد النبي (الاتحاد البحريني لكرة القدم) |

### تصفيات كأس العالم 2018 وكأس آسيا 2019
| تصفيات كأس العالم 2018 24 مارس 2016 | السعودية                              | 2–0   | ماليزيا | جدة, السعودية |
| 20:30 ت ع م+03:00                   | *محمد السهلاوي 50' - تيسير الجاسم 74' | تقرير |         | الملعب: مدينة الملك عبد الله الرياضية الحضور: 34,839 الحكم: كيم دونغ-جين (حكم) (اتحاد كوريا الجنوبية لكرة القدم) |

| تصفيات كأس العالم 2018 29 مارس 2016 | الإمارات العربية المتحدة            | 1–1   | السعودية           | أبو ظبي, الإمارات العربية المتحدة                                                           |
| 19:00 ت ع م+04:00                   | * عمر عبد الرحمن (لاعب كرة قدم) 52' | تقرير | * تيسير الجاسم 24' | الملعب: ستاد محمد بن زايد الحضور: 32,325 الحكم: نواف شكر الله (الاتحاد البحريني لكرة القدم) |

| تصفيات كأس العالم 2018 – آسيا المرحلة الثالثة 1 سبتمبر 2016 | السعودية                  | 1–0   | تايلاند | الرياض, السعودية                                                                     |
| 20:30 ت ع م+3                                               | * نواف العابد 84' (ركلة.) | تقرير |         | الملعب: ملعب الملك فهد الدولي الحضور: 40,983 الحكم: فو مينغ (اتحاد الصين لكرة القدم) |

| تصفيات كأس العالم 2018 – آسيا المرحلة الثالثة 6 سبتمبر 2016 | العراق               | 1–2   | السعودية                              | شاه عالم, ماليزيا                                                                 |
| 19:00 ت ع م+8                                               | *مهند عبد الرحيم 18' | تقرير | *نواف العابد 81' (ركلة.)، 88' (ركلة.) | الملعب: ملعب شاه عالم الحضور: 3,400 الحكم: خميس المري (الاتحاد القطري لكرة القدم) |

| تصفيات كأس العالم 2018 – آسيا المرحلة الثالثة 6 أكتوبر 2016 | السعودية                              | 2–2   | أستراليا                              | جدة, السعودية                                                                                            |
| 20:45 ت ع م+3                                               | * تيسير الجاسم 5' - ناصر الشمراني 79' | تقرير | * ترنت سينزبوري 45' - تومي يوريتش 71' | الملعب: مدينة الملك عبد الله الرياضية الحضور: 51,616 الحكم: رافشان إيرماتوف (اتحاد أوزبكستان لكرة القدم) |

| تصفيات كأس العالم 2018 – آسيا المرحلة الثالثة 11 أكتوبر 2016 | السعودية                                               | 3–0   | الإمارات العربية المتحدة | جدة, السعودية                                                                                               |
| 20:45 ت ع م+3                                                | * فهد المولد 73' - نواف العابد 79' - يحيى الشهري 90+2' | تقرير |                          | الملعب: مدينة الملك عبد الله الرياضية الحضور: 60,102 الحكم: كيم جونغ-هيوك (اتحاد كوريا الجنوبية لكرة القدم) |

| تصفيات كأس العالم 2018 – آسيا المرحلة الثالثة 15 نوفمبر 2016 | اليابان                                             | 2–1   | السعودية        | سايتاما (سايتاما), اليابان                                                           |
| 19:35 ت ع م+9                                                | * هيروشي كييوتاكه 45' (ركلة.) - غينكي هاراغوتشي 80' | تقرير | *عمر هوساوي 90' | الملعب: ملعب سايتاما 2002 الحضور: 58,420 الحكم: محمد تقي (اتحاد سنغافورة لكرة القدم) |